# ウインドインハーヘア
ウインドインハーヘア（欧字名:Wind in Her Hair、1991年2月20日 - ）は、アイルランド生産、イギリス調教の競走馬。主な勝ち鞍は1995年のアラルポカル(独G1)。
繁殖牝馬としても非常に優秀で、ディープインパクトおよびブラックタイドの母となったほか、直系子孫からはゴルトブリッツ、レイデオロ、レガレイラ、ステレンボッシュ、アーバンシックなど多数の活躍馬が出ている。

## 競走馬時代

### 血統背景
父・アルザオ(Alzao)は1980年生まれのアメリカ産馬で、フランス、イギリス、イタリアで走り生涯12戦4勝の成績を残した。唯一にして初めての重賞勝利は5歳時のエリントン賞(伊G3、2400m)であったなど競走馬としては一流とは言えない戦績だったが、種牡馬としてはエプソムオークス勝ち馬のシャートゥーシュやアイリッシュオークス勝ち馬のウィノナ、チャンピオンステークス連覇のアルボラーダ、サセックスステークス勝ち馬のセカンドセットらを輩出するなどの成功を収め、活躍馬が牝馬に偏ってはいるものの名種牡馬としての地位を築き上げた。
母・バラクレア(Burghclere、父・バステッド)は1977年生まれのイギリス産馬で、競走成績は生涯6戦1勝であった。牝系はファミリーナンバー2号族のアルトヴィスカーから発展した系統に属する。特にバラクレアの母・ハイクレアはエリザベス2世の所有馬として英1000ギニーおよび仏オークスを制し、繁殖牝馬としてはプリンスオブウェールズステークス勝ち馬のミルフォードを、孫の代ではナシュワンやネイエフを輩出しているほか、半姉のインヴァイトからは2003年NHKマイルカップ勝ち馬のウインクリューガーが出ており、ハイクレア一族と呼ばれる名門牝系の祖にあたる。本馬はバラクレアの8番仔として1991年2月20日にアイルランドで生まれた。

### 現役時代
ウインドインハーヘアはイギリスのジョン・ヒルズ厩舎で2歳時にデビューし、2戦0勝でシーズンを終えた。翌3歳時はリステッド戦を連勝したのち英オークスに4番人気で出走。ここではのちにその年のアイリッシュダービーを制覇するバランシーンの2着に好走し、続くアイリッシュオークスでもボラスの4着になるなど欧州牝馬クラシック路線で善戦したが、勝ちきれないレースが続いた。
4歳春にはアラジと交配され初仔であるグリントインハーアイを受胎したが5月にレースに復帰し、8月にはドイツG1のアラルポカル(ゲルゼンキルヘン競馬場,2400m)で牡馬の強豪モンズーンらを破って初のG1勝利をあげる。続くヨークシャーオークスでピュアグレインの3着となったのを最後に現役を引退した。競走馬としては直線で後方から追い込む戦法を得意としていたという。

## 競走成績
| 出走日     | 競馬場             | 競走名                  | 格 | 着順 | 騎手       | 斤量 | 距離      | 馬場 | 着差      | 1着（2着）馬   | 出典   |
| ---------- | ------------------ | ----------------------- | -- | ---- | ---------- | ---- | --------- | ---- | --------- | -------------- | ------ |
| 1993.08.28 | グッドウッド       | メイドン                |    | 2着  | D.ホランド | 56   | 芝7f      | 良   | 短頭      | Zama           | [ 14 ] |
| 9.29       | ニューマーケット   | ホートンセールズS       |    | 11着 | R.ヒルズ   | 55   | 芝7f      | 稍重 | 3馬身     | Fumo Di Londra | [ 14 ] |
| 1994.04.28 | ニューマーケット   | プリティポリーS         |    | 1着  | R.ヒルズ   | 54.5 | 芝10f     | 良   | 1 3/4馬身 | （Wijdan）     | [ 14 ] |
| 5.13       | ニューベリー       | フィリーズトライアルS   |    | 1着  | R.ヒルズ   | 56   | 芝10f6y   | 堅良 | 1 1/4馬身 | （Bearall）    | [ 14 ] |
| 6.04       | エプソム           | オークス                | G1 | 2着  | R.ヒルズ   | 57   | 芝12f10y  | 稍重 | 2 1/2馬身 | Balanchine     | [ 14 ] |
| 7.09       | カラ               | アイリッシュオークス    | G1 | 4着  | R.ヒルズ   | 57   | 芝12f     | 稍重 | 5馬身     | Bolas          | [ 14 ] |
| 7.30       | グッドウッド       | ナッソーS               | G2 | 5着  | R.ヒルズ   | 53.5 | 芝10f     | 堅良 | 7 1/2馬身 | Hawajiss       | [ 14 ] |
| 9.07       | ドンカスター       | パークヒルS             | G3 | 4着  | R.ヒルズ   | 53   | 芝14f132y | 良   | 7馬身     | Coigach        | [ 14 ] |
| 1995.05.31 | ニューベリー       | エルミタージュS         |    | 2着  | R.ヒルズ   | 56.5 | 芝10f6y   | 良   | 3馬身     | Capias         | [ 14 ] |
| 6.23       | アスコット         | ハードウィックS         | G2 | 5着  | R.ヒルズ   | 53.5 | 芝12f     | 堅良 | 11馬身    | Beauchamp Hero | [ 14 ] |
| 7.21       | ニューマーケット   | センタピーターズバーグS |    | 2着  | R.ヒルズ   | 58.5 | 芝12f     | 良   | アタマ    | Burroj         | [ 14 ] |
| 8.06       | ゲルゼンキルヒェン | アラルポカル            | G1 | 1着  | R.ヒルズ   | 58   | 芝2400m   | 良   | 2馬身     | （Lecroix）    | [ 14 ] |
| 8.16       | ヨーク             | ヨークシャーオークス    | G1 | 3着  | R.ヒルズ   | 59   | 芝11f195y | 堅良 | 2馬身     | Pure Grain     | [ 14 ] |

- 競走名のSはステークスを示す。斤量はアラルポカル以外ポンドをキログラム換算 (1ポンド (lb) ≒ 0.454 kg)。

## 繁殖牝馬時代

### クールモア所有時代
現役引退後はアイルランドのクールモアスタッドで繁殖牝馬となった。1996年3月9日に初仔のグリントインハーアイ（父・アラジ）が誕生し、翌年以降も2番仔・ヴェイルオブアヴァロン（父・サンダーガルチ）、3番仔・レディブロンド（父・シーキングザゴールド）、4番仔・スターズインハーアイズ（父・ウッドマン）を出産し、1999年には5番仔・ライクザウインド（父・デインヒル）を受胎していた。しかし初仔のグリントインハーアイがイギリスでデビューするも3歳秋時点で7戦0勝と振るわない成績で引退、2番仔のヴェイルオブアヴァロンも2歳戦で4戦2勝、G1フィリーズマイルで最下位に惨敗していたため、クールモアは早々に見切りをつけウインドインハーヘアの売却を模索し始める。この売却について山田は、クールモアがバラクレアの系統はハイクレア牝系の中でも傍流になると考えたためだろうと推察している。1999年秋にはクールモアの代理人であるジョン・マコーマックを通じてノーザンファームに売却の打診が行われた。複数の馬がいる売却リスト中の一頭であり、なかなか市場に出回らない欧州G1勝ちの牝馬でありながら売却額は1億円にも満たなかったという。
売却の打診を受けたノーザンファームは即座に購入を決意した。その時アイルランドは真夜中だったが、買い逃がすことを恐れたノーザンファーム代表・吉田勝己は今すぐクールモアに連絡を取るようマコーマックに伝えたという。ウインドインハーヘアを購入した理由について吉田勝己は「すごく血統のいい馬ですしね。この血統が欲しいという気持ちはあったんです」と述べているほか、ハイクレア牝系について「本当に好きなんですよ」と述べている。売却後の2002年1月に2番仔・ヴェイルオブアヴァロンがデラローズハンデキャップ(米G3・芝1700m)を制するとクールモアからウインドインハーヘアの買い戻しのオファーがあったが、吉田勝己はこれを断っている。なお、ヴェイルオブアヴァロンはディープインパクトがデビューする前の2004年11月にイギリスのタタソールズのセールでノーザンファームが落札しており、繁殖牝馬としてNHKマイルカップ3着のリルダヴァルや目黒記念2着のヴォルシェーブを輩出している。3番仔・レディブロンド（父・シーキングザゴールド）はロードホースクラブ所有として日本で競走生活を送り、デビューから5連勝ののちスプリンターズステークスで4着に好走した。レディブロンドの詳細は「#レディブロンド」を参照のこと。

### ノーザンファーム所有時代
1999年10月に日本へ輸入されてきたウインドインハーヘアについて、ノーザンファームの中島文彦は「鳴り物入りという感じ」だったと述べつつも、初めて見たときの印象は記憶に残っていないという。また、キャロットファーム代表の秋田博章もウインドインハーヘアの印象について「バレークイーンやフェアリードールは最初に見たときから素晴らしい馬だと思いましたが、ウインドインハーヘアの場合は正直、記憶がないんですよ」「もしも私や中島が先に馬を見ていたら、買わなかったかもしれないですね」と述べている。その一方で、秋田は「いかにも欧州牝馬らしい馬だった」とも述べており、サンデーサイレンスとの相性の良さを感じたという。
2000年3月21日に輸入前から受胎していた5番仔・ライクザウインド（父・デインヒル）を出産。ライクザウインドは持込馬として日本で走ったが競走馬としては未勝利で終わり、繁殖牝馬として孫の代で重賞勝ち馬のアドマイヤミヤビ、ルフトシュトロームを輩出している。
日本に輸入されてからは2000年、2001年、2002年と3年続けてサンデーサイレンスと交配した。2001年3月29日には6番仔・ブラックタイドを、2002年3月25日には7番仔・ディープインパクトを、2003年03月26日には8番仔・オンファイアをそれぞれ出産した。サンデーサイレンスを配合したことについて吉田勝己は「このレベルの牝馬には当然という感じでしたよ」と述べている。ブラックタイドはスプリングステークスを勝ち、種牡馬としても2016年・2017年のJRA年度代表馬・キタサンブラックを輩出している。ディープインパクトは無敗で中央競馬クラシック三冠を達成し、種牡馬としても2012-2022年にかけて11年連続で日本リーディングサイアーになっている。オンファイアは2005年の東京スポーツ杯2歳ステークスで3着に入り、種牡馬としても重賞3勝のウキヨノカゼを輩出している
2002年の交配後、8月19日にはサンデーサイレンスがフレグモーネの悪化で死亡した。それ以降は2004年から2012年にかけて8頭の産駒を産むが、いずれも重賞を勝つには至らなかった。2012年を最後に繁殖牝馬を引退、残した産駒は全部で16頭であった。

### 引退後
2012年に21歳で繁殖牝馬を引退したウインドインハーヘアはノーザンファームで功労馬となる。2014年にはその面倒見のいい性格を見込まれて、母のいない子馬の教育係としてノーザンホースパークへ移動した。その子馬の離乳後もノーザンホースパークで展示馬として余生を過ごしている。

## 繁殖成績
| 生年 | 馬名                                      | 性 | 毛色   | 父                                 | 厩舎                                               | 馬主                                  | 戦績・用途 |
| ---- | ----------------------------------------- | -- | ------ | ---------------------------------- | -------------------------------------------------- | ------------------------------------- | --- |
| 1996 | *グリントインハーアイ Glint in Her Eye    | 牝 | 鹿毛   | *アラジ Arazi                      | 英・John W.Hills                                   | The Dan Abbott Racing Partnership     | 米国産 英7戦0勝 繁殖牝馬 |
| 1997 | *ヴェイルオブアヴァロン Veil of Avalon    | 牝 | 鹿毛   | *サンダーガルチ Thunder Gulch      | 米・Bob Baffert                                    | Golden Eagle farm                     | 米国産 英仏米19戦7勝 デラローズH-米G3、ギャラクシーS-米G2 3着 繁殖牝馬 |
| 1998 | *レディブロンド                           | 牝 | 鹿毛   | Seeking the Gold                   | 美浦・藤沢和雄                                     | ロードホースクラブ                    | 米国産 6戦5勝 スプリンターズS-GI 4着 繁殖牝馬、産駒にゴルトブリッツ、孫にレイデオロ・レイエンダ 2009年死亡                                                                          |
| 1999 | *スターズインハーアイズ Stars In Her Eyes | 牝 | 黒鹿毛 | Woodman                            | 英・John W.Hills                                   | Mrs David Nagle & Mrs John Magnier    | 愛国産 英10戦0勝 繁殖牝馬 |
| 2000 | ライクザウインド                          | 牝 | 鹿毛   | *デインヒル Danehill               | 栗東・松田博資 0↓ 園田・中塚猛                     | サンデーレーシング 0↓ 吉田勝己        | 持込馬 4戦0勝（うち地方不出走） 繁殖牝馬、孫にアドマイヤミヤビ・ルフトシュトローム、曾孫にアドマイヤテラ                                                                            |
| 2001 | ブラックタイド                            | 牡 | 黒鹿毛 | *サンデーサイレンス Sunday Silence | 栗東・池江泰郎                                     | 金子真人 0↓ 金子真人 ホールディングス | 22戦3勝 スプリングS-GII、きさらぎ賞-GIII 2着、中山金杯-GIII 3着 種牡馬、産駒にキタサンブラック、カムニャック                                                                        |
| 2002 | ディープインパクト                        | 牡 | 鹿毛   | *サンデーサイレンス Sunday Silence | 栗東・池江泰郎                                     | 金子真人 0↓ 金子真人 ホールディングス | 14戦12勝（うち海外1戦0勝） 皐月賞-GI、東京優駿-GI、菊花賞-GI、天皇賞（春）-GI、宝塚記念-GI、ジャパンC-GI、有馬記念-GI、弥生賞-GII、神戸新聞杯-GII、阪神大賞典-GII 種牡馬 2019年死亡 |
| 2003 | オンファイア                              | 牡 | 鹿毛   | *サンデーサイレンス Sunday Silence | 美浦・藤沢和雄                                     | サンデーレーシング                    | 3戦1勝 東京スポーツ杯2歳S-GIII 3着 種牡馬 |
| 2004 | ニュービギニング                          | 牡 | 鹿毛   | アグネスタキオン                   | 栗東・池江泰郎 ↓ 栗東・吉田直弘                    | 金子真人 ホールディングス             | 39戦3勝 ホープフルS、毎日杯-JpnIII 3着 福島県で乗馬 |
| 2005 | ヴェルザンディ                            | 牝 | 鹿毛   | アグネスタキオン                   | 栗東・池江泰郎                                     | サンデーレーシング                    | 11戦2勝 繁殖牝馬 |
| 2006 | ランズエッジ                              | 牝 | 鹿毛   | ダンスインザダーク                 | 栗東・池江泰郎                                     | サンデーレーシング                    | 8戦0勝 繁殖牝馬、孫にレガレイラ、ステレンボッシュ、アーバンシック |
| 2007 | ウインドインハーヘアの2007                | 牝 | 青鹿毛 | スペシャルウィーク                 | -                                                  | -                                     | （死亡） |
| 2009 | トーセンロレンス                          | 牡 | 鹿毛   | ダイワメジャー                     | 栗東・大久保龍志                                   | 島川隆哉                              | （不出走） 種牡馬 |
| 2010 | トーセンソレイユ                          | 牝 | 鹿毛   | ネオユニヴァース                   | 栗東・池江泰寿                                     | 島川隆哉                              | 20戦3勝 繁殖牝馬 |
| 2011 | モンドシャルナ                            | 牡 | 鹿毛   | ネオユニヴァース                   | 栗東・角居勝彦 0↓ 栗東・中内田充正 0↓ 仏・清水裕夫 | 山本英俊                              | 43戦4勝 種牡馬 |
| 2012 | レスペランス                              | 牝 | 鹿毛   | キングカメハメハ                   | 美浦・木村哲也                                     | シルクレーシング                      | 2戦0勝 繁殖牝馬 |

### 主な産駒

#### レディブロンド
| レディブロンド（欧字名:Lady Blond） | レディブロンド（欧字名:Lady Blond） | 血統                           | 血統           | 血統           |
| 性                                  | 牝                                  | Seeking the Gold 1985 鹿毛     | Mr. Prospector | Raise a Native |
| 毛色                                | 鹿毛                                | Seeking the Gold 1985 鹿毛     | Mr. Prospector | Gold Digger    |
| 生年                                | 1998年3月20日                       | Seeking the Gold 1985 鹿毛     | Con Game       | Buckpasser     |
| 生産地                              | アメリカ合衆国                      | Seeking the Gold 1985 鹿毛     | Con Game       | Broadway       |
| 生産者                              | Orpendale & Barronstown Stud        | ウインドインハーヘア 1991 鹿毛 | Alzao          | Lyphard        |
| 馬主                                | ロードホースクラブ                  | ウインドインハーヘア 1991 鹿毛 | Alzao          | Lady Rebecca   |
| 調教師                              | 藤沢和雄（美浦）                    | ウインドインハーヘア 1991 鹿毛 | Burghclere     | Busted         |
| 成績等                              | 6戦5勝                              | ウインドインハーヘア 1991 鹿毛 | Burghclere     | Highclere      |

レディブロンド（欧字名:Lady Blond）は、1998年生まれのアメリカ産馬で、ウインドインハーヘアの3番仔である。父・シーキングザゴールドは現役時代に米G1を2勝したほか、種牡馬としてもG1を4勝したドバイミレニアムを出し、1994年の北米2歳リーディングサイアーを獲得している。

##### 経歴
レディブロンドは2000年5月に日本へ輸入された。馬の仕入れのためにアイルランドを訪れた藤沢和雄調教師が目をつけて購入を打診したのが輸入のきっかけであった。所有者のクールモアは購入の打診を断るが、競走生活の間だけリースして引退後は返却するのであれば問題ないとして、藤沢に同行していたロードホースクラブとの間でリース契約が成立した。しかしレディブロンドは股関節を痛めていた影響で歩様が悪かった。契約上アイルランドに返却しなければならないこともあり、大事をとった藤沢は3歳、4歳の間はデビューさせず、歩様がよくなってきたことで5歳の6月になってようやく競走馬としてデビューした。
デビュー戦は出走頭数の都合で500万下ではなく1000万下特別・TVh杯を選択したが、藤沢は「この馬なら大丈夫」という手応えを感じていたという。
これに勝利すると、次は自己条件戦の500万下・下北半島特別を快勝、その後も1000万下・長万部特別、1000万下・TVh賞と、函館競馬場・札幌競馬場で開催された芝1200mの特別競走を4連勝した。
続けて中山競馬場開催の1600万下・セプテンバーステークスも勝利し、デビューから無敗の5連勝となった。
セプテンバーステークスの内容が藤沢にとって予想以上であり体調にも問題がなかったことから、そのまま連闘でG1・スプリンターズステークスに出走する。出走馬には当時史上初となる国内スプリントG1・3勝がかかったビリーヴがおり、単勝2.2倍の1番人気に推されていた。レディブロンドは鞍上に柴田善臣を迎えて「無敗の上がり馬」として注目を集め、ビリーヴ、アドマイヤマックス（単勝5.1倍）に次ぐ3番人気（単勝5.7倍）に推された。結果はデュランダルの4着であったが、当年の安田記念2着馬アドマイヤマックスにクビ差まで迫る見せ場をつくった。レース後歩様が悪化したため、年齢を考慮して競走馬を引退した。全6戦5勝、わずか3ヶ月半の競走馬生活であった。
藤沢はレディブロンドの血統を「ゆっくりの血統」と評しており、「彼女は大器晩成を絵に描いたような馬でした」と述べている。また、「走るのが大好きな血統」であり、盛んに行きたがるところのある馬であったため、デビューから引退まで1200m戦で使い続けていたという。娘のラドラーダも同様の理由でマイル以下を中心に走っていた。
現役引退後はアイルランドに帰るための検疫を受けていたところ、それを知った吉田勝己がクールモアとの交渉の末に購入し、ノーザンファームで繁殖牝馬になった。なお、半弟のディープインパクトは当時未だ1歳であった。ノーザンファームの中島文彦は「ウインドインハーヘアがノーザンファームで繁殖生活を送っていたことも、レディブロンドを購入する決め手の一つになったと思います」と述べている。

繁殖入りしたレディブロンドは5頭の仔を残し、2009年に11歳で死亡した。2番仔のラドラーダ（父・シンボリクリスエス）は4勝を挙げ、繁殖牝馬として2017年の日本ダービー勝ち馬レイデオロを送り出している。3番仔のゴルトブリッツは帝王賞を勝利している。
- 競走馬成績と情報 netkeiba、JBISサーチ

|       | 馬名               | 誕生年 | 毛色   | 父                 | 性 | 厩舎                                             | 馬主                                               | 戦績                               | 備考                                                                                         |
| ----- | ------------------ | ------ | ------ | ------------------ | -- | ------------------------------------------------ | -------------------------------------------------- | ---------------------------------- | -------------------------------------------------------------------------------------------- |
| 第1子 | ジャングルビジット | 2005年 | 黒鹿毛 | ジャングルポケット | 牡 | 美浦・藤沢和雄 →北海道・広森久雄                 | キャロットファーム →高橋二次矢                     | 中央不出走 地方3戦3勝              | （引退）                                                                                     |
| 第2子 | ラドラーダ         | 2006年 | 青鹿毛 | シンボリクリスエス | 牝 | 美浦・藤沢和雄                                   | キャロットファーム                                 | 18戦4勝                            | （引退・繁殖） 第2子レイデオロ（東京優駿・天皇賞（秋）他） 第3子レイエンダ（エプソムカップ） |
| 第3子 | ゴルトブリッツ     | 2007年 | 栗毛   | スペシャルウィーク | 牡 | 美浦・藤沢和雄 →北海道・広森久雄 →栗東・吉田直弘 | キャロットファーム →高橋二次矢 →キャロットファーム | 中央11戦3勝 地方5戦4勝 合計16戦7勝 | （放牧中に腸捻転で死亡）                                                                     |
| 第4子 | アフロディーテ     | 2008年 | 栗毛   | アグネスタキオン   | 牝 | 美浦・藤沢和雄                                   | キャロットファーム                                 | 4戦1勝                             | （レース中の故障により、その後死亡）                                                         |
| 第5子 | ガールオンファイア | 2009年 | 栗毛   | アグネスタキオン   | 牝 | -                                                | -                                                  | 不出走                             | （繁殖）                                                                                     |

#### ブラックタイド
ブラックタイドは競走馬時代にスプリングステークスを勝ち、種牡馬としても2016年・2017年のJRA年度代表馬・キタサンブラックを送り出した。

#### ディープインパクト
ディープインパクトは競走馬時代に無敗で中央競馬クラシック三冠を達成し、種牡馬としても2012-2022年にかけて11年連続で日本リーディングサイアーになっている。

#### オンファイア
オンファイアは2005年の東京スポーツ杯2歳ステークスで3着に入り、種牡馬としても重賞3勝のウキヨノカゼを送り出している。

#### ランズエッジ
ランズエッジは競走馬としては8戦未勝利に終わるが、ディープインパクトの4分の3妹という良血が買われ、繁殖入り。クイーンカップ3着の2番仔ロカ、青葉賞2着の6番仔ヴァルコスなどを出し、まずまずの成功を収めるが、重賞を勝つ産駒は現れなかった。しかし孫世代に入ると一気に爆発し、ロカからはレガレイラ、3番仔エッジースタイルからはアーバンシック、4番仔ブルークランズからはステレンボッシュと、2024年のクラシック路線で活躍する競走馬たちを輩出し、G1馬の母の母として大きな成功を収めた。3頭の孫が1暦年の間にG1級競走を１勝ずつ上げたのは、国営競馬時代まで遡っても2024年のランズエッジが中央競馬史上初の事例となる。

## 評価

### 性格
ノーザンホースパークのスタッフはウインドインハーヘアの性格について「性格はとても優しく、他の馬たちとも仲が良い」と述べている。ノーザンファームの鵜木拓克は「子どもをかわいがる、大人しい、やさしい母親」と述べ、雰囲気と佇まいがいい馬であると評している。また鵜木は、小柄ながらも顔つきがエアグルーヴに似ていたことからふざけて「なんちゃってエアグルーヴ」と呼んでいたこともあったという。栗山求は「気性は我慢強くおとなしい」と述べている。

### 血統
黒田伊助は繁殖牝馬としてのウインドインハーヘアについて、産駒の活躍はサンデーサイレンスの力が大きいと評しつつも、シーキングザゴールドやサンダーガルチからも活躍馬が出ていることを挙げて「母系の優秀性も当然見逃すことができない」と評価している。また、ウインドインハーヘアの血統については母父バステッドを「時代遅れのステイヤー血脈」と述べつつ「大レース向きの底力に優れ、現在のファッショナブルな血統に奥行きを与える重要な役割を果たしている」と述べている。
江面弘也はウインドインハーヘアの血統についてステイヤー色の濃さが特徴であると述べている。栗山求は「産駒の傾向は素軽い芝中距離型」「スタミナと成長力に優れ、底力もある」と評しつつも父アルザオが馬場の硬い芝を得意とする種牡馬であることを挙げて「血の質は決して重くない」と評している。また、その牝系について「やや線の細さを伝えるところがある」と評価している。

### ディープインパクトに与えた影響
関口隆哉はウインドインハーヘアがディープインパクトに与えた血統的影響について、ウインドインハーヘアの母父バステッドが種牡馬としてムトトやバスティノといったステイヤーを多数輩出したことを挙げ、「大雑把に言えば、ディープインパクトの持つスピード、瞬発力、闘志、タフネスは父から、スタミナ、底力、素直な性格は母から授かったものという分け方ができる」と述べている。
キャロットファームの秋田はウインドインハーヘアの体格が平均よりやや小さいことを挙げ、ディープインパクトの小柄な体格は母の影響だろうと推測している。ノーザンファームの中島はディープインパクトの小柄をウインドインハーヘア系の特徴であると評し、「この牝系の活躍馬は、大きく分ければ素軽さが特徴です。体の軽さと言うか、頭の軽さというか」と述べている。また、ディープインパクトとは対照的に大柄な馬体を持つブラックタイドについては「じつはブラックタイドはこの系統らしくない馬なのかもしれないですね」と述べている。
社台スタリオンステーションの徳武英介は、海外の関係者からディープインパクトの体型が母・ウインドインハーヘアおよび母父・アルザオに似ており、アルザオの2代父・ノーザンダンサーの影響が強いことを指摘されたことがあると述べている。また、ディープインパクトの冬毛の濃さは、アルザオから受け継いだノーザンダンサーおよびリファール系の特徴であると述べている。

## 血統表
| ウインドインハーヘア(Wind in Her Hair)の血統 | ウインドインハーヘア(Wind in Her Hair)の血統 | ウインドインハーヘア(Wind in Her Hair)の血統 | （血統表の出典）        | （血統表の出典） |
| 父系                                         | リファール系                                 | リファール系                                 | リファール系            | [ § 2 ]          |
| 父 Alzao 1980 鹿毛                           | 父の父Lyphard 1969 鹿毛                      | Northern Dancer                              | Nearctic                | Nearctic         |
| 父 Alzao 1980 鹿毛                           | 父の父Lyphard 1969 鹿毛                      | Northern Dancer                              | Natalma                 |                  |
| 父 Alzao 1980 鹿毛                           | 父の父Lyphard 1969 鹿毛                      | Goofed                                       | Court Martial           | Court Martial    |
| 父 Alzao 1980 鹿毛                           | 父の父Lyphard 1969 鹿毛                      | Goofed                                       | Barra                   |                  |
| 父 Alzao 1980 鹿毛                           | 父の母Lady Rebecca 1971 鹿毛                 | Sir Ivor                                     | Sir Gaylord             | Sir Gaylord      |
| 父 Alzao 1980 鹿毛                           | 父の母Lady Rebecca 1971 鹿毛                 | Sir Ivor                                     | Attica                  |                  |
| 父 Alzao 1980 鹿毛                           | 父の母Lady Rebecca 1971 鹿毛                 | Pocahontas                                   | Roman                   | Roman            |
| 父 Alzao 1980 鹿毛                           | 父の母Lady Rebecca 1971 鹿毛                 | Pocahontas                                   | How                     |                  |
| 母 Burghclere 1977 鹿毛                      | 母の父Busted 1963 鹿毛                       | Crepello                                     | Donatello               | Donatello        |
| 母 Burghclere 1977 鹿毛                      | 母の父Busted 1963 鹿毛                       | Crepello                                     | Crepuscule              |                  |
| 母 Burghclere 1977 鹿毛                      | 母の父Busted 1963 鹿毛                       | Sans le sou                                  | *ヴィミー               | *ヴィミー        |
| 母 Burghclere 1977 鹿毛                      | 母の父Busted 1963 鹿毛                       | Sans le sou                                  | Martial Loan            |                  |
| 母 Burghclere 1977 鹿毛                      | 母の母Highclere 1971 鹿毛                    | Queen's Hussar                               | March Past              | March Past       |
| 母 Burghclere 1977 鹿毛                      | 母の母Highclere 1971 鹿毛                    | Queen's Hussar                               | Jojo                    |                  |
| 母 Burghclere 1977 鹿毛                      | 母の母Highclere 1971 鹿毛                    | Highlight                                    | Borealis                | Borealis         |
| 母 Burghclere 1977 鹿毛                      | 母の母Highclere 1971 鹿毛                    | Highlight                                    | Hypericum               |                  |
| 母系(F-No.)                                  | 2号族(FN:2-f)                                | 2号族(FN:2-f)                                | 2号族(FN:2-f)           | [ § 3 ]          |
| 5代内の近親交配                              | Court Martial 4×5=9.38%                      | Court Martial 4×5=9.38%                      | Court Martial 4×5=9.38% | [ § 4 ]          |
| 出典                                         | 1. 2. 3. 4.                                  | 1. 2. 3. 4.                                  | 1. 2. 3. 4.             | 1. 2. 3. 4.      |

- 母のBurghclereは6戦1勝[6]。
- 祖母Highclereは1000ギニー（英G1）、ディアヌ賞（仏G1）など8戦3勝[63]。産駒にHeight of Fashion（プリンセスオブウェールズステークス - 英G2）やミルフォード（プリンセスオブウェールズステークス - 英G2）、その孫にはNayef（ドバイシーマクラシック - 首G1、チャンピオンステークス - 英G1）、Nashwan（エプソムダービー - 英G1、キングジョージ6世&クイーンエリザベスダイヤモンドステークス - 英G1）[64]。
- 4代母のHypericumは英1000ギニー勝ち馬[22]。
- 5代母のFeolaは英1000ギニー2着、英オークス3着[22]。
- その他近親の活躍馬についてはハイクレア一族の項目も参照。